# Shahrestān di Bukan
Lo shahrestān di Bukan (farsi شهرستان بوکان) è uno dei 17 shahrestān dell'Azarbaijan occidentale, in Iran. Al censimento del 2006, la popolazione dello shahrestān era 202.637 (2006) in 42.313 famiglie.  Il capoluogo è Bukan.

## Amministrazione

### Circoscrizione
Lo shahrestān è suddiviso in 2 circoscrizioni (bakhsh): 
- Centrale (بخش مرکزی شهرستان بوکان)
- Simmineh (بخش سیمینه)

### Città
Le città presenti nello shahrestān sono: 
- Bukan
- Simmineh